# Lichess

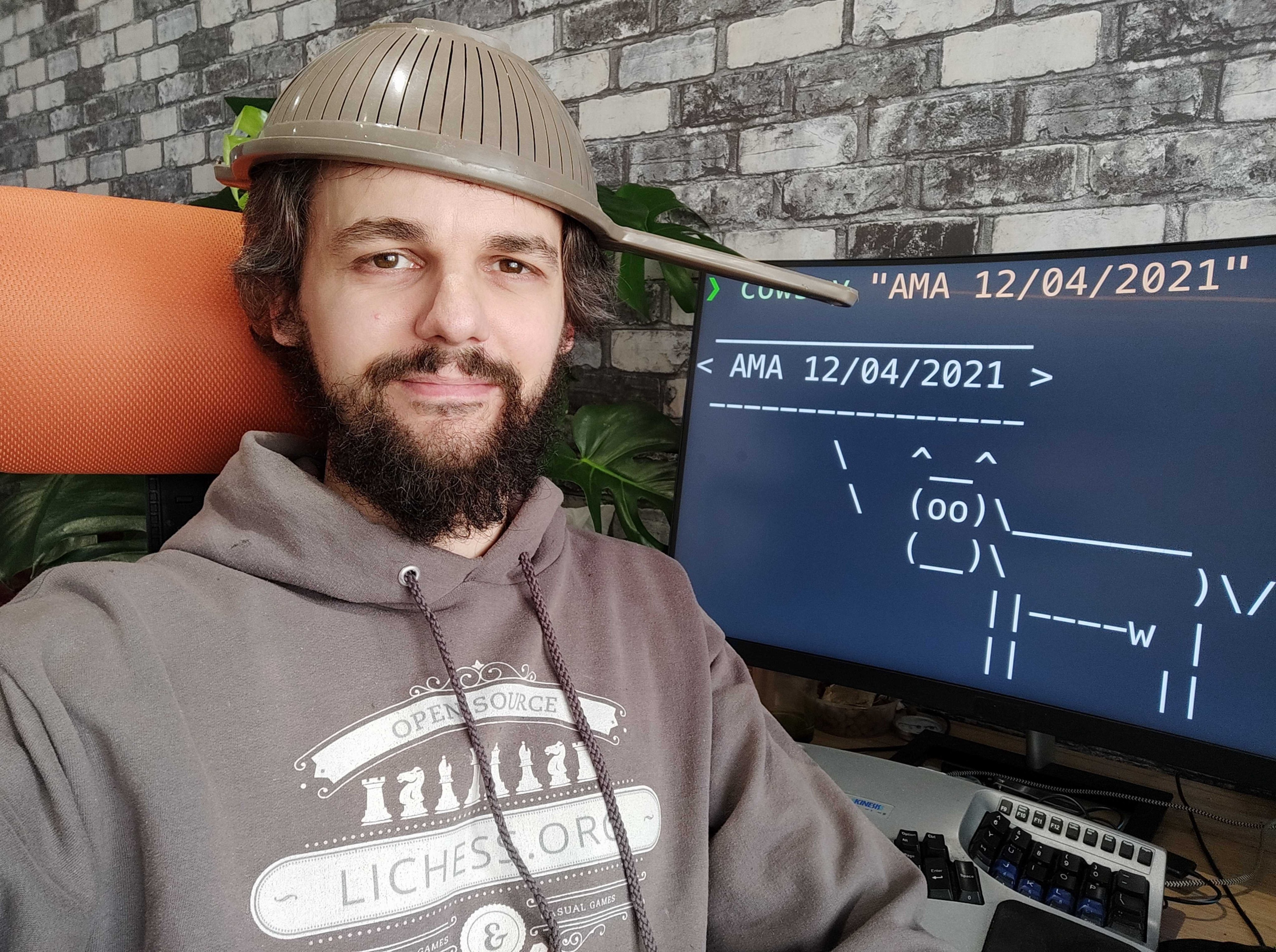
Тибо Дюплесси, 2021 год

Lichess (МФА: /liː-tʃes/о файле) — шахматный интернет-сайт, созданный французским программистом Тибо Дюплесси (Thibault Duplessis). Программное обеспечение, используемое на сервере, является открытым и распространяемым под свободной лицензией AGPL.

## Описание
Основной функцией сайта является игра в шахматы онлайн или по переписке против других игроков с использованием различных вариантов контроля времени. Сайт является абсолютно бесплатным и не содержит рекламы. Все партии, сыгранные зарегистрированными пользователями, сохраняются на сервере, при этом предоставляется статистическая информация и возможность поиска среди них. Партии могут быть как не влияющими на рейтинг игрока (товарищескими), так и рейтинговыми (выбирается пользователем). Последние используются для подсчёта рейтинга игрока с разбивкой в соответствии с контролем времени (ультрапуля, пуля, блиц, рапид, классические шахматы, неограниченное время). Для анализа всех сыгранных партий может быть задействован шахматный движок Stockfish. Помимо партий с реальными людьми, пользователи также могут играть и против компьютера (в том числе с позиции).
Lichess предоставляет широкие возможности по совершенствованию тактической составляющей игры (решение шахматных задач по поиску мата или лучшего хода), с классификацией по мотивам,совершенствованию владения шахматной нотацией и тренировке знаний дебютов. Помимо различных вариантов временного контроля в стандартных шахматах. Сайт поддерживает также другие варианты: шахматы Фишера, царь горы, атомные шахматы, три шаха, ордовые шахматы (шахматы Дансени, но вариант Lichess отличается от него), крейзихаус, шахматные поддавки и гонка королей.
Lichess позволяет проводить сеансы одновременной игры, играть вслепую, наблюдать за партиями других игроков с помощью функции LichessTV (с помощью интерфейса самого Lichess либо на видеоканалах тех игроков, которые транслируют и комментируют свою игру на twitch или youtube), имеются форум, видеотека, редактор доски. На форуме сайта можно создавать команды по интересам.
Lichess предоставляет возможности, помогающие незрячим или слабовидящим людям играть в шахматы. Для регистрации на сайте вместо стандартной капчи необходимо решить несложные шахматные задачи. 11 февраля 2015 года выпущено официальное мобильное приложение для Android. Приложение под iOS было выпущено 4 марта 2015 года.
Особенностью Lichess является политика полной свободы от рекламы (приставка li в названии — от английских libre (свободный), live (лайв, вживую), light (лёгкий)), наряду с постоянно продолжающимися разработкой и внедрением новых функций на веб-сайте на ежемесячной, еженедельной и даже ежедневной основе. Покрытие издержек обеспечивается посредством добровольных пожертвований и из зарплаты создателя Lichess (три сервера из имеющихся пяти оплачиваются из пожертвований, оставшиеся два — из собственных средств создателя Тибо Дюплесси). Разработка и поддержка Lichess являются хобби разработчика (имеющего хорошо оплачиваемую основную работу в сфере IT), который категорически не намерен монетизировать ресурс, а ежемесячные траты из своего кармана (порядка 170 $) считает вполне приемлемой платой за получение удовольствия.
По состоянию на март 2018 года сайт lichess.org входит в 2000 самых популярных сайтов (рейтинг Alexa). Наибольшее количество посещений на протяжении многих лет осуществляется из США. По состоянию на тот же месяц Lichess является вторым по популярности (после chess.com) шахматным сайтом в мире.[обновить данные]